# Mesatemnus cyprianus
Genre
Espèce
Synonymes
- Anatemnus cyprianus Beier & Turk, 1952

Mesatemnus cyprianus, unique représentant du genre Mesatemnus, est une espèce de pseudoscorpions de la famille des Atemnidae.

## Distribution
Cette espèce est endémique de Chypre.

## Publication originale
- Beier & Turk, 1952 : On two collections of Cyprian Pseudoscorpionidea. Annals and Magazine of Natural History, sér. 12, vol. 5, p. 766-771.